# پیاننیو
پیاننیو (به ایتالیایی: Pianengo) یک کومونه در ایتالیا است که در استان کریمونا واقع شده‌است.

## خصوصیات
پیاننیو ۵٫۹ کیلومترمربع مساحت و ۲٬۴۷۴ نفر جمعیت دارد.